# Pod Jelení studánkou
Přírodní rezervace Pod Jelení studánkou chrání především neobvykle početné kolonie mravence podhorního (Formica lugubris) v přirozené jeřábové smrčině u horní hranice lesa (1100–1200 m n. m.) na hřebeni Jelenky pod Jelení studánkou v Hrubém Jeseníku.

## Flóra
Většinu plochy rezervace tvoří horská jeřábová smrčina, ve které se nachází řada ekotypů smrku, vybraných jako vhodné zdroje osiva. Jen menší část porostu tvoří buk lesní (Fagus sylvatica). Na území rezervace roste několik druhů zvláště chráněných rostlin - jsou to zvonek vousatý (Campanula barbata), violka žlutá sudetská (Viola lutea), oměj šalamounek (Aconitum plicatum), plavuň pučivá (Lycopodium annotinum) a vranec jedlový (Huperzia selago).

## Fauna

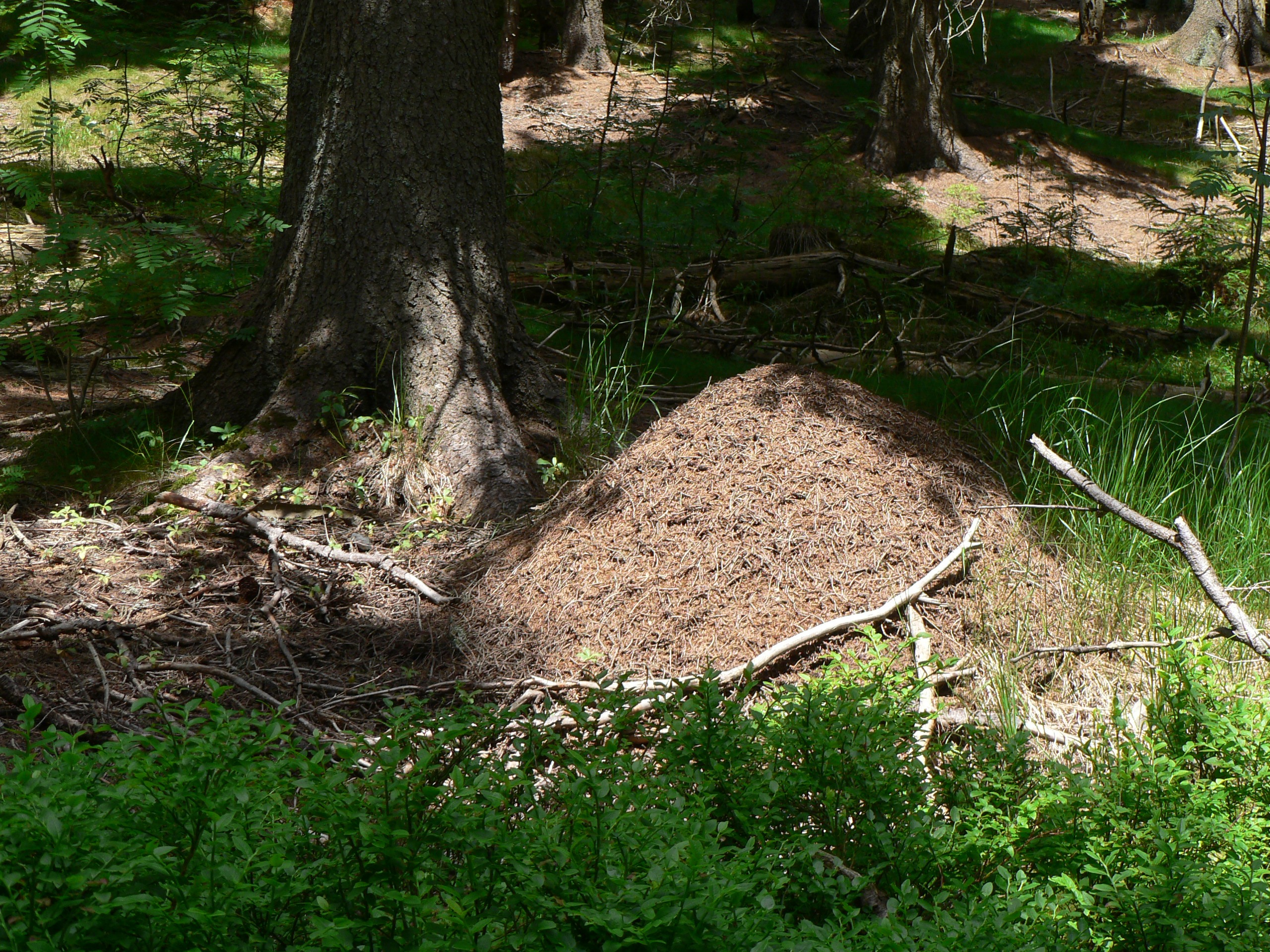
Jedno z mnoha mravenišť na území rezervace

Hlavním důvodem ochrany je početný výskyt hnízd (mravenišť) mravence podhorního (Formica lugubris), kterých je na území rezervace několik stovek – místy s hustotou až 21 mravenišť na jeden hektar plochy. Přesné určení provedené v roce 1982 bylo prvním zjištěním tohoto druhu mravence na území Moravy, hnízda jsou však odtud známa přinejmenším od první poloviny 20. století. Při poslední inventarizaci v letech 1998-1999 bylo zjištěno celkem 1265 hnízd tohoto druhu. Mimo mravence podhorního se zde vyskytuje ještě dalších deset druhů mravenců (např. mravenec Lémanův, mravenec horský a mravenec dřevokaz); těmto mravencům patřilo při poslední inventarizaci 203 hnízd).
Pozoruhodný je rovněž výskyt několika druhů vzácných a chráněných ptáků, jako je kos horský (Turdus torquatus), sýc rousný (Aegolius funereus), krkavec velký (Corvus corax), jeřábek lesní (Tetrastes bonasia) a ořešník kropenatý (Nucifraga caryocatactes).

## Turistika
Přímo rezervací prochází společně žlutá a červená turistická trasa od bývalé chaty Alfrédka na Jelení studánku.